# Willem II Talvas van Bellême
Willem II Talvas van Bellême (ca. 995 - na 1050) was een tweede overlevende zoon van Willem I van Bellême en van Mathilde van Condé-sur-Noireau. Hij kreeg het bestuur van Bellême en Alençon, na de moord op zijn broer Robert.
Hij had de reputatie een wreed en tiranniek figuur te zijn. Zo liet hij zijn eerste vrouw wurgen (terwijl ze op weg was naar de kerk) om te kunnen trouwen met een andere vrouw. Zijn zoon Arnulf kwam tegen Willem in opstand en daardoor zag Willem zich in 1047 gedwongen zijn heerlijkheid te ontvluchten. Arnulf werd gewurgd in zijn bed gevonden, aangenomen wordt dat Olivier, Willems bastaardzoon, de dader was van deze moord. Willems broer Ivo, bisschop van Sées, werd na Arnulf heer van Bellême.
Willem was eerst gehuwd met Hildeburgis, dochter van ene Arnulf, en kreeg met haar twee kinderen:
- Arnulf
- Mabilla van Bellême (-1077), gehuwd met Rogier II van Montgomery, graaf van Shrewsbury

In zijn tweede huwelijk was Willem getrouwd met Haberga (?) van Beaumont, dochter van Rudolf V van Beaumont, burggraaf van Maine, dit huwelijk bleef kinderloos. Willem had nog een buitenechtelijke zoon, Olivier van Mesle, monnik in de abdij van Notre-Dame du Bec.